# Saifond
 (novembre 2023).
 (décembre 2023).
La mise en forme du texte ne suit pas les recommandations de Wikipédia : il faut le « wikifier ».
Les points d'amélioration suivants sont les cas les plus fréquents. Le détail des points à revoir est peut-être précisé sur la page de discussion.
- Les titres sont pré-formatés par le logiciel. Ils ne sont ni en capitales, ni en gras.
- Le texte ne doit pas être écrit en capitales (les noms de famille non plus), ni en gras, ni en italique, ni en « petit »…
- Le gras n'est utilisé que pour surligner le titre de l'article dans l'introduction, une seule fois.
- L'italique est rarement utilisé : mots en langue étrangère, titres d'œuvres, noms de bateaux, etc.
- Les citations ne sont pas en italique mais en corps de texte normal. Elles sont entourées par des guillemets français : « et ».
- Les listes à puces sont à éviter, des paragraphes rédigés étant largement préférés. Les tableaux sont à réserver à la présentation de données structurées (résultats, etc.).
- Les appels de note de bas de page (petits chiffres en exposant, introduits par l'outil «  Source ») sont à placer entre la fin de phrase et le point final[comme ça].
- Les liens internes (vers d'autres articles de Wikipédia) sont à choisir avec parcimonie. Créez des liens vers des articles approfondissant le sujet. Les termes génériques sans rapport avec le sujet sont à éviter, ainsi que les répétitions de liens vers un même terme.
- Les liens externes sont à placer uniquement dans une section « Liens externes », à la fin de l'article. Ces liens sont à choisir avec parcimonie suivant les règles définies. Si un lien sert de source à l'article, son insertion dans le texte est à faire par les notes de bas de page.
- La présentation des références doit suivre les conventions bibliographiques. Il est recommandé d'utiliser les modèles {{Ouvrage}}, {{Chapitre}}, {{Article}}, {{Lien web}} et/ou {{Bibliographie}}. Le mode d'édition visuel peut mettre en forme automatiquement les références.
- Insérer une infobox (cadre d'informations à droite) n'est pas obligatoire pour parachever la mise en page.

Pour une aide détaillée, merci de consulter Aide:Wikification.
Si vous pensez que ces points ont été résolus, vous pouvez retirer ce bandeau et améliorer la mise en forme d'un autre article.
Saifond, de son vrai nom Saifoulaye Baldé, né le 17 juin 1997 à Labé en République de Guinée, est un chanteur, auteur et compositeur guinéen.
Il revendique l'afro-pastorale, qui est un genre musical mélangé de l'afrobeat et la musique pastorale guinéenne qu'il développe en Guinée.

## Biographie
Saifond a commencé sa carrière dans sa ville natale Labé avant de s'exporter à Conakry pour y continuer. Il a d'abord commencé par la danse, et c'est après avoir dansé et interprété plusieurs chansons que Saifond a fini par changer de cap et a fait sa reconversion dans la musique en intégrant un groupe de rap appelé Révolution 24, basé dans la commune de Dixin.
Saifond a enregistré quelques singles avec ce groupe de rap avant d'opter finalement pour une carrière solo. C'est en 2017 qu'il va réellement commencer sa carrière en enregistrant la chanson Djiwo Atchou Mi hidhè (en français : Fille, laisse moi t'aimer) et dont le clip vidéo a vu le jour en 2018. Au cours de la même année, Il avait également réalisé une collaboration avec l'artiste Habib Fatako sur une chanson intitulée Guidho an on, et sans transition, il a sorti par la suite un nouveau titre Gorko Fodjo, quelques semaines après. Ces différents morceaux lui ont permis de se faire connaître à travers la capitale et aussi y faire quelques shows. Après cette petite expérience dans le milieu musical guinéen, il a décidé de s'entourer de ses amis, et ensemble ils ont créé le label MINTIGUI PROD en 2018-2019.
Dans le même sillage en 2019, il sort le clip Naturel qui va complètement changer la suite de sa carrière puisqu'il s'ouvrira définitivement à l'afro-pastorale. Il va continuer à enchaîner des musiques comme Fodari, Ghari Djinna ou Kho Guighol.
En 2020, il décroche une triple nomination Artiste révélation, Meilleur artiste et Meilleur single de l'année aux Victoires de la musique guinéenne ; il est lauréat du prix du meilleur artiste révélation de l'année.
Saifond avait programmé son premier concert dédicace au Belvédère le 21 mars 2021, mais la pandémie de Covid-19 empêche la tenue de celui-ci. Le chanteur a continué à sortir d'autres musiques qui lui ont permis de faire le stade Iba Mar Diop à Dakar, le stade de Bissau, des salles en Gambie et notamment à l'intérieur de la Guinée, mais il participa aussi au festival Ecofest en Sierra Leone,.
Il a profité de ses sorties de la Guinée pour faire des featurings avec Jizzle, Jobizz, Ju Keendo et aussi Jeeba avant qu'il ne fasse finalement la sortie de son tout premier album Sabou No Weli, accompagné des bonus dans un concert dédicace au Stade Général Lansana Conté de Nongo Guinée,.
Il a directement entamé une tournée nationale, dont son retour dans sa ville natale Labé le 20 mai 2023, avant d’entamer celle européenne avec toute son équipe à Paris, Rome, Bruxelles et Londres,,,.

## Discographie

### Album studio
2022 : Sabou No Weli

### Singles
- 2019 : Djiwo Atthiou Mi Yidhai
- 2019 : Naturel
- 2020 : Fodari
- 2020 : Ghari Djinna
- 2020 : Kho Guigol
- 2020 : Djarama
- 2020 : Ala Kho wawadho wawi
- 2021 : Sabou No Weli
- 2021 : Boss
- 2021 : Wowlelan
- 2021 : Complexe
- 2023 : Fenanilan
- 2023 : Labé

## Nominations
| Années | Cérémonies                       | Catégorie                                | Résultat |
| ------ | -------------------------------- | ---------------------------------------- | -------- |
| 2020   | Victoire de la musique guinéenne | Artiste Révélation de l'année            | Lauréat  |
| 2020   | Victoire de la musique guinéenne | Meilleur artiste                         | Nommé    |
| 2020   | Victoire de la musique guinéenne | Meilleur single de l'année               | Nommé    |
| 2022   | Talents de Guinée                | Artiste de l'année                       | Lauréat  |
| 2022   | Benin Showbizz Awards            | Meilleur artiste de la diaspora          | Nommé    |
| 2022   | Septimius Awards Hollande        | Meilleur clip de l'année pour Clip Boss  | Lauréat  |
| 2023   | PRIMUD                           | Meilleur artiste de l'Afrique de l'ouest | Nommé    |
| 2023   | Victoire de la musique guinéenne | Meilleur album tradi-moderne             | Lauréat  |
| 2023   | Victoire de la musique guinéenne | Meilleur artiste masculin de l’année     | Lauréat  |
| 2024   | Victoire de la musique guinéenne | Meilleur artiste masculin de l’année     | Lauréat  |